# Elizabeth Knollys
Elizabeth Knollys, Lady Leighton (15 giugno 1549 – 1605), è stata una nobildonna inglese.

## Biografia
Elizabeth era la figlia di Sir Francis Knollys, e di sua moglie, Catherine Carey, figlia di Sir William Carey e di Maria Bolena. Questo ha reso Elizabeth pronipote della regina Anna Bolena. 
Crebbe a Greys Court, a Rotherfield Greys, nell'Oxfordshire, e ad Abbey House a Reading, nel Berkshire. Nel 1556, tre anni dopo l'ascesa al trono della cattolica Maria Tudor, Sir Francis Knollys e sua moglie sono stati costretti a cercare rifugio a Francoforte, per sfuggire alle implacabili persecuzioni mariane contro i protestanti. Non è noto se Elizabeth li ha accompagnati, siccome i suoi genitori portarono con sé solo cinque dei loro figli, lasciando gli altri in Inghilterra.
Dopo l'ascesa al trono di Elisabetta I, Elizabeth divenne una damigella d'onore. Sua madre era capo Lady of the Bedchamber e sua sorella Lettice era una gentildonna. Il 5 gennaio 1566, Elizabeth venne nominata gentildonna della camera privata.

## Matrimonio
Nel 1578 sposò Sir Thomas Leighton di Feckenham, figlio di John Leighton di Wattlesborough. Ebbero tre figli:
- Thomas (1584-?), sposò Mary Zouche;
- Elizabeth (?-12 gennaio 1633), sposò Sherington Talbot, ebbero due figli;
- Anne (?-1628), sposò John St John, ebbero quattordici figli.

Dopo il matrimonio, Elizabeth, ora Lady Leighton, ha continuato a servire la regina. Suo marito ha ricoperto la carica di governatore di Jersey e Guernsey, nelle Isole del Canale. Lady Leighton, tuttavia, non trascorse molto tempo su entrambe le isole, in quanto preferiva la vita di corte. 
Nel 1577 George Gower la ritrae in un dipinto con i capelli arricciati; indossa un cappello nero con una piuma, e un elaborato, abito ornato, che sono probabili indizi che lei non condivideva le austeri simpatie puritane del marito. Il suo cappello nero è stata esposta presso il National Maritime Museum in una mostra nel 2003 che è stata curata dal noto storico Tudor, David Starkey.

## Ascendenza
|                   |              |                                      | Genitori                          |  |  | Nonni |  |  | Bisnonni       |  |  | Trisnonni       |  |
|                   |              |                                      |                                   |  |  |       |  |  | Robert Knollys |  |  | Richard Knollys |  |
|                   |              |                                      |                                   |  |  |       |  |  | Robert Knollys |  |  | Richard Knollys |  |
|                   |              | Margaret D'Oyley                     |                                   |  |  |       |  |  | Robert Knollys |  |  |                 |  |
| Robert Knollys    |              |                                      |                                   |  |  |       |  |  | Robert Knollys |  |  |                 |  |
|                   |              | Elizabeth Troutbeck                  | John Troutbeck                    |  |  |       |  |  |                |  |  |                 |  |
|                   |              | Elizabeth Troutbeck                  | John Troutbeck                    |  |  |       |  |  |                |  |  |                 |  |
|                   |              | Elizabeth Troutbeck                  | Margaret Hulse                    |  |  |       |  |  |                |  |  |                 |  |
| Francis Knollys   |              | Elizabeth Troutbeck                  |                                   |  |  |       |  |  |                |  |  |                 |  |
|                   |              | Thomas Penystone                     | Richard Penystone                 |  |  |       |  |  |                |  |  |                 |  |
|                   |              | Thomas Penystone                     | Richard Penystone                 |  |  |       |  |  |                |  |  |                 |  |
|                   |              | Thomas Penystone                     | Margaret Herris                   |  |  |       |  |  |                |  |  |                 |  |
| Lettice Penystone |              | Thomas Penystone                     |                                   |  |  |       |  |  |                |  |  |                 |  |
|                   |              | Alice Bulstrode                      | Richard Bulstrode                 |  |  |       |  |  |                |  |  |                 |  |
|                   |              | Alice Bulstrode                      | Richard Bulstrode                 |  |  |       |  |  |                |  |  |                 |  |
|                   |              | Alice Bulstrode                      | Alice Knyffe                      |  |  |       |  |  |                |  |  |                 |  |
| Elizabeth Knollys |              | Alice Bulstrode                      |                                   |  |  |       |  |  |                |  |  |                 |  |
|                   | Thomas Carey | William Carey                        |                                   |  |  |       |  |  |                |  |  |                 |  |
|                   | Thomas Carey | William Carey                        |                                   |  |  |       |  |  |                |  |  |                 |  |
|                   | Thomas Carey | Alice Fulford                        |                                   |  |  |       |  |  |                |  |  |                 |  |
| William Carey     | Thomas Carey |                                      |                                   |  |  |       |  |  |                |  |  |                 |  |
|                   |              | Margaret Spencer                     | Robert Spencer                    |  |  |       |  |  |                |  |  |                 |  |
|                   |              | Margaret Spencer                     | Robert Spencer                    |  |  |       |  |  |                |  |  |                 |  |
|                   |              | Margaret Spencer                     | Eleanor Beaufort                  |  |  |       |  |  |                |  |  |                 |  |
| Catherine Carey   |              | Margaret Spencer                     |                                   |  |  |       |  |  |                |  |  |                 |  |
|                   |              | Thomas Boleyn, I conte del Wiltshire | William Boleyn                    |  |  |       |  |  |                |  |  |                 |  |
|                   |              | Thomas Boleyn, I conte del Wiltshire | William Boleyn                    |  |  |       |  |  |                |  |  |                 |  |
|                   |              | Thomas Boleyn, I conte del Wiltshire | Margaret Butler                   |  |  |       |  |  |                |  |  |                 |  |
| Mary Boleyn       |              | Thomas Boleyn, I conte del Wiltshire |                                   |  |  |       |  |  |                |  |  |                 |  |
|                   |              | Elizabeth Howard                     | Thomas Howard, II duca di Norfolk |  |  |       |  |  |                |  |  |                 |  |
|                   |              | Elizabeth Howard                     | Thomas Howard, II duca di Norfolk |  |  |       |  |  |                |  |  |                 |  |
|                   |              | Elizabeth Howard                     | Elizabeth Tilney                  |  |  |       |  |  |                |  |  |                 |  |
|                   |              | Elizabeth Howard                     |                                   |  |  |       |  |  |                |  |  |                 |  |